# Pleasureville (Pensilvania)
Pleasureville es un lugar designado por el censo ubicado en el condado de York en el estado estadounidense de Pensilvania. En el Censo de 2020 tenía una población de 2635 habitantes y una densidad poblacional de 744,35 habitantes por km². Fue incluido como CDP en el censo de 2020.

## Geografía
Pleasureville se encuentra ubicado en las coordenadas 39°59′49″N 76°42′34″O / 39.99694, -76.70944.Según la Oficina del Censo de los Estados Unidos,  tiene una superficie total de 3,54 km², todos correspondientes a tierra firme.